# Paesaggio montano con mulattiere
Paesaggio montano con mulattiere è un dipinto di Nicolaes Berchem. Eseguito nel 1658, è conservato nella National Gallery di Londra.

## Descrizione
Il paesaggio è basato su alcuni disegni eseguiti da Berchem nel suo soggiorno in Italia nei primi anni cinquanta. Il dipinto è rappresentativo della pittura degli italianates, di cui Berchem era esponente, ed è molto simile ad altri paesaggi di Jan Both.